# فرودگاه دریاچه مابل
فرودگاه دریاچه مابل (به انگلیسی: Mabel Lake Airport) یک فرودگاه خصوصی است که یک باند فرود چمن و خاک دارد و طول باند آن ۸۸۴ متر است. این فرودگاه در کشور کانادا قرار دارد و در ارتفاع ۴۳۰ متری از سطح دریا واقع شده است.